# Dynamene angulata
Dynamene angulata är en kräftdjursart som beskrevs av Richardson 1901. Dynamene angulata ingår i släktet Dynamene och familjen klotkräftor. Inga underarter finns listade i Catalogue of Life.